# Metropolregion Maceió
Die Metropolregion Maceió (RMM), portugiesisch Região Metropolitana de Maceió, ist eine Metropolregion im brasilianischen Bundesstaat Alagoas. Sie wurde am 19. November 1998 per Gesetz eingerichtet und hat ihren Sitz in der Stadt Maceió. Sie besteht aus 13 Gemeinden (municípios). Ursprünglich nur 11 Gemeinden, kamen zwei weitere hinzu.
Die Metropolregion beeinflusst das gesamte Alagoas, den Norden von Sergipe und Teile des Südens von Pernambuco. Eine der großen kommunalplanerischen Aufgaben für die Behörden besteht darin, den öffentlichen Verkehr auf See, Straße und Schiene in das RMM zu integrieren.
| Municípios der Metropolregion Maceió | Municípios der Metropolregion Maceió | Municípios der Metropolregion Maceió | Municípios der Metropolregion Maceió | Municípios der Metropolregion Maceió | Municípios der Metropolregion Maceió |
| Município                            | Gesetz                               | Fläche km² (2018)                    | Einwohner Zensus 2010                | Schätzung 2019                       | BIP in R$ × Tsd. (2017)              |
| ------------------------------------ | ------------------------------------ | ------------------------------------ | ------------------------------------ | ------------------------------------ | ------------------------------------ |
| Atalaia                              | LCE 38/2013                          | 533,258                              | 44.322                               | 47.185                               | 765.632,06                           |
| Barra de Santo Antônio               | LCE 18/1998                          | 131,364                              | 14.230                               | 15.932                               | 161.228,04                           |
| Barra de São Miguel                  | LCE 18/1998                          | 74,244                               | 7.574                                | 8.322                                | 171.746,51                           |
| Coqueiro Seco                        | LCE 18/1998                          | 39,608                               | 5.526                                | 5.845                                | 66.881,16                            |
| Maceió                               | LCE 18/1998                          | 509,320                              | 932.748                              | 1.018.948                            | 21.827.916,60                        |
| Marechal Deodoro                     | LCE 18/1998                          | 331,186                              | 45.977                               | 51.901                               | 1.900.327,34                         |
| Messias                              | LCE 18/1998                          | 114,156                              | 15.682                               | 17.856                               | 35.157.213                           |
| Murici                               | LCE 40/2014                          | 418,028                              | 26.710                               | 28.236                               | 290.397,43                           |
| Paripueira                           | LCE 18/1998                          | 92,788                               | 11.347                               | 13.176                               | 150.090,98                           |
| Pilar                                | LCE 18/1998                          | 251,066                              | 33.305                               | 35.111                               | 433.002,73                           |
| Rio Largo                            | LCE 18/1998                          | 293,816                              | 68.481                               | 75.120                               | 1.020.537,24                         |
| Santa Luzia do Norte                 | LCE 18/1998                          | 28,857                               | 6.891                                | 7.296                                | 154.050,19                           |
| Satuba                               | LCE 18/1998                          | 41,268                               | 14.603                               | 13.828                               | 209.299,27                           |
| Insgesamt                            |                                      |                                      |                                      |                                      |                                      |